# Max Richter
Max Richter (Hameln, 22 marzo 1966) è un compositore e musicista britannico di origini tedesche.
Candidato, durante la sua carriera, a 3 Grammy Award, tra cui quello di miglior compositore dell'anno nel 2021, e vincitore di 2 BAFTA, è noto soprattutto per aver composto la colonna sonora delle serie TV HBO L'amica geniale e Taboo, e per la moderna variazione de Le quattro stagioni di Antonio Vivaldi.
Nel dicembre del 2019, Richter ha superato un miliardo di stream e un milione di vendite dei suoi album. Il suo progetto Sleep è attualmente l'album di musica classica più trasmesso di sempre in streaming.
Ad oggi, è considerato uno dei compositori migliori del XXI secolo, nonché uno dei più influenti.

## Biografia

### Infanzia e formazione
Max è nato a Hameln, in Bassa Sassonia, Germania, ma ha trascorso tutta la sua infanzia e adolescenza a Bedford (Inghilterra).
All'età di 17 anni ha iniziato a studiare pianoforte presso l'Università di Edimburgo, e successivamente alla prestigiosa Royal Academy di Londra, dove si è diplomato con il massimo dei voti. In seguito Richter si è formato anche a Firenze, presso l'accademia italiana di Luciano Berio.
Dopo aver terminato gli studi, ha fondato l'ensemble "Piano Circus".

### Primi anni
Per alcuni anni ha fatto parte dell'ensemble, la quale ha collaborato con artisti come Arvo Pärt, Brian Eno, Philip Glass, Julia Wolfe e Steve Reich e ha prodotto cinque album.
Nel 1996 ha collaborato con i Future Sound of London per il loro album Dead Cities. Successivamente ha lavorato con la band per un periodo di circa due anni, partecipando anche agli album The Isness e The Peppermint Tree and Seeds of Superconsciousness. Nel 2000 Richter ha lavorato con Roni Size ed i suoi Reprazent per il disco In the Møde.
Nel 2005 ha prodotto l'album Lookaftering di Vashti Bunyan e nel 2008 Rocking House di Kelli Ali.

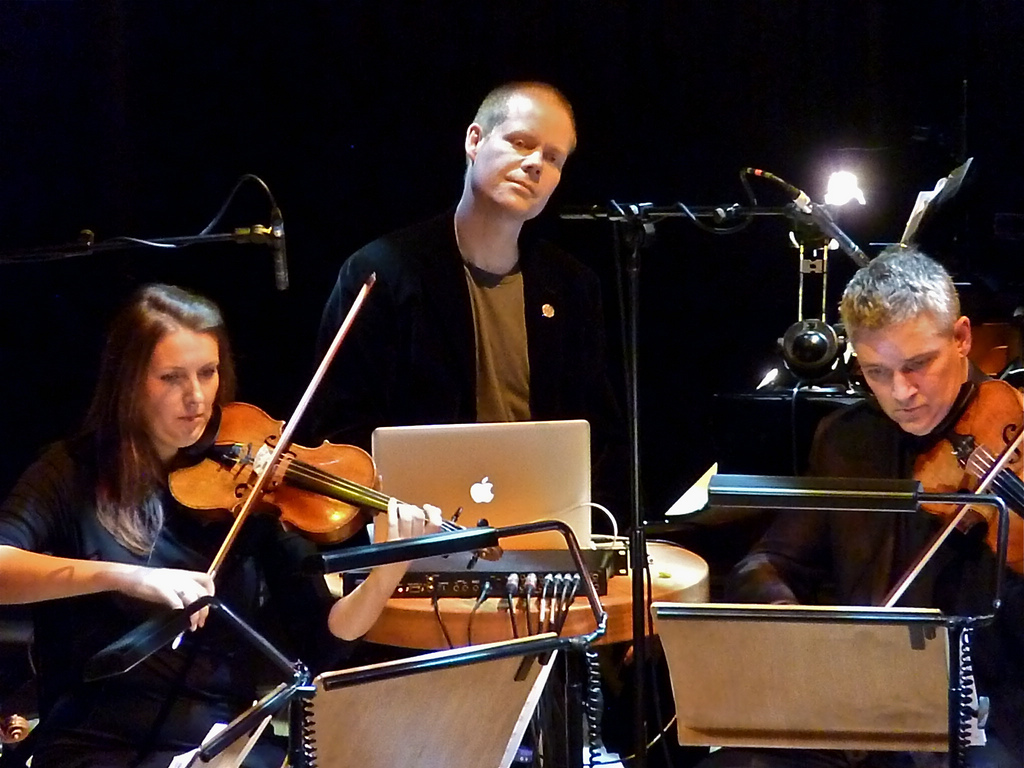
Max Richter (al centro) in un suo concerto per violino al Cadogan Hall di Londra, il 17 settembre 2010

### Carriera da solista
Nel 2002 ha pubblicato il suo album d'esordio da solista: Memoryhouse, un disco di musica sperimentale registrato con la filarmonica della BBC.
Nel suo secondo album The Blue Notebooks, pubblicato nel 2004, Richter ha preso spunto dai Quaderni in ottavo di Franz Kafka ed ha coinvolto l'attrice Tilda Swinton, che nel disco legge alcuni passi.
Nel 2006 ha pubblicato il suo terzo album, Songs from Before, a cui ha partecipato Robert Wyatt ed indirettamente Haruki Murakami.
Il quarto album, 24 Postcards in Full Colour, è una raccolta di 24 mini-composizioni uscita nel 2008. Nel 2010 ha distribuito Infra, una composizione di 25 minuti eseguita da piano, elettronica e quintetto d'archi scritta come accompagnamento per una coreografia di Wayne McGregor. Il portale di Pitchfork, nel recensire il disco con un voto di 8.7/10, lo ha definito come "dolorosamente splendido".
Nell'ottobre 2012 ha proposto dal vivo Le quattro stagioni originali di Antonio Vivaldi insieme alla Britten Sinfonia, poi pubblicata su disco.
Il suo album Sleep, pubblicato nel 2015, è stato descritto come "il quarantesimo album ambient migliore di sempre" nella lista stilata dal sito Pitchfork.

## Colonne sonore
Discorso a parte meritano le colonne sonore di Richter, scritte sia per il cinema che per la televisione. Una delle più importanti è la colonna sonora del film del 2007 Valzer con Bashir di Ari Folman (che gli è valso l'European Film Award alla miglior colonna sonora). Ha scritto inoltre la musica per il film indipendente Henry May Long (2008) e per Die Fremde (con Stéphane Moucha) diretto da Feo Aladag.
Nel 2010 ha partecipato alla colonna sonora del film Shutter Island di Martin Scorsese con On the Nature of Daylight e il suo remix, inserito anche in Arrival di Denis Villeneuve del 2016, nonché in Agnus Dei (o Les Innocentes) di Anne Fontaine, sempre del 2016. Inoltre ha scritto la colonna sonora del documentario di Peter Richardson How to Die in Oregon e di Gli imperdonabili (o Impardonnables) di André Téchiné (2011).
Il suo brano Sarajevo (tratto da Memoryhouse) è stato inserito in Venuto al mondo di Sergio Castellitto, nei trailer internazionali dei film Prometheus di Ridley Scott (2012) e film Need for Speed di Scott Waugh (2014). La traccia November (presente anch'essa in Memoryhouse) è inclusa nel trailer dei film To the Wonder di Terrence Malick e J. Edgar di Clint Eastwood. Due altri film che includono brani di Richter sono Perfect Sense di David Mackenzie e La chiave di Sara di Gilles Paquet-Brenner.
Nel 2012 ha scritto la musica per i film Lore di Cate Shortland e Disconnect di Henry Alex Rubin. Nel 2013 ha invece composto le musiche del film d'animazione The Congress di Ari Folman.

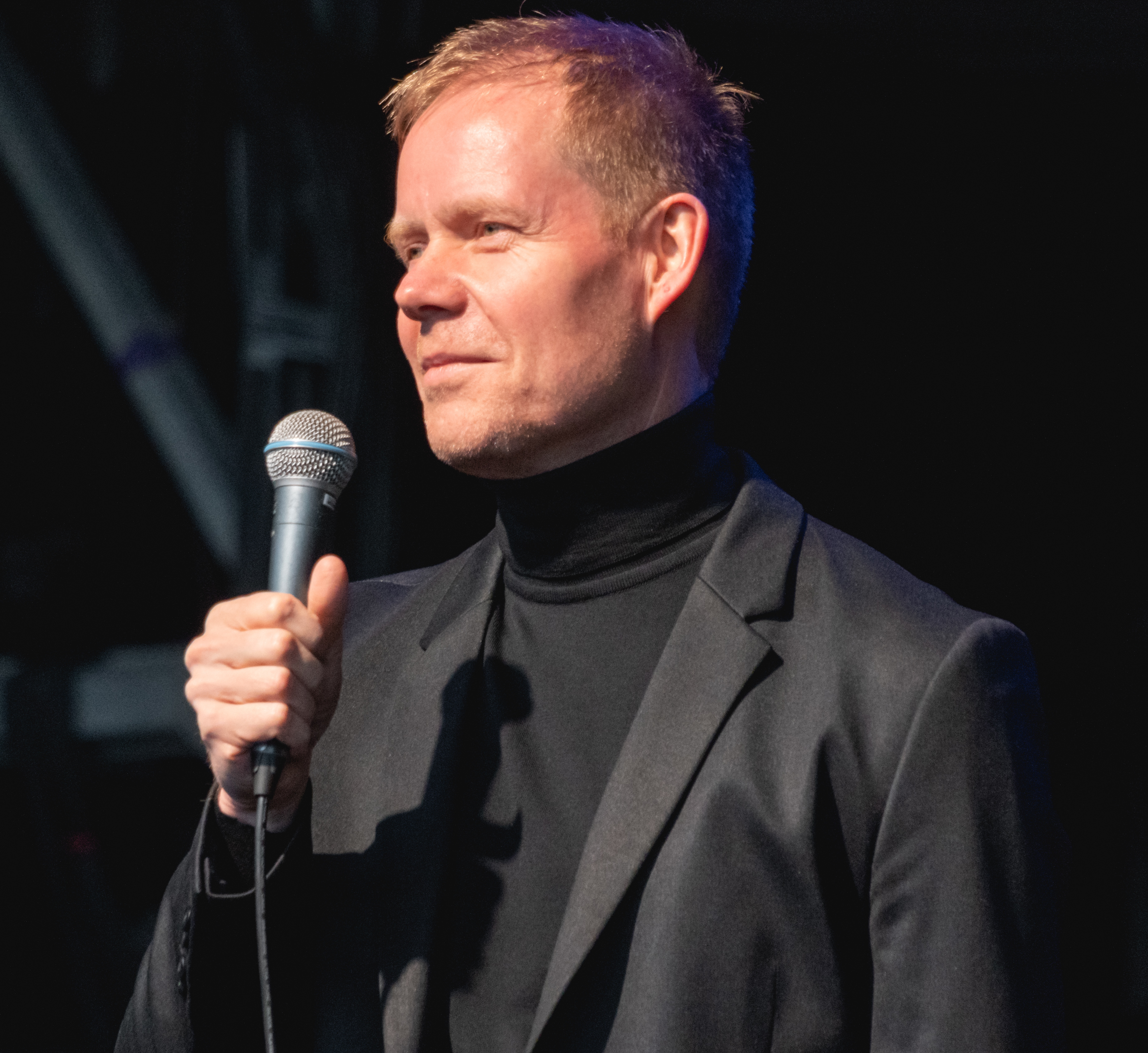
Max Richter il 28 agosto ai Grammy Awards del 2021, dove si è aggiudicato la candidatura nella categoria "miglior compositore dell'anno"

Nel 2014 è autore delle musiche della serie TV HBO The Leftovers - Svaniti nel nulla.
Dal 2018 è autore delle musiche della serie TV di successo mondiale, prodotta da Rai Fiction, HBO, Fandango e TIM Vision, L'amica geniale, tratta dal romanzo di Elena Ferrante, per cui viene nominato, nello stesso anno, ai Grammy Award.
Nel 2021 viene infine candidato per il Grammy Award alla carriera.

## Altre attività
Nel 2010, la sinfonia di Richter The Anthropocene è stata utilizzata nell'esperienza cinematografica sperimentale di Darren Almond, nella galleria White Cube di Londra.
Il compositore ha anche collaborato con il collettivo di arte digitale "Random International" per due progetti, contribuendo alle colonne sonore di essi, che sono stati poi allestiti presso lo showroom MADE di Berlino, al Barbican Centre di Londra e al prestigioso MOMA di New York.

## Vita privata
Max Richter incontrò per la prima volta l'artista e designer Yulia Mahr nel 1988, al Festival di Edimburgo. I due si sono sposati nel 2003, e hanno avuto tre figli, nati rispettivamente nel 1998, 1999 e 2008.
Oggi Max Richter vive nel Regno Unito, nella contea di Oxfordshire, con la moglie Yulia Mahr, i loro tre figli, 2 labrador di nome Haku ed Evie, e un gatto chiamato Kiki.
In precedenza Max e Yulia hanno vissuto nel quartiere londinese di Islington, poi a Edimburgo e anche a Berlino, nel quartiere di Kreuzberg.

## Discografia

### Album
- 2002 - Memoryhouse (FatCat Records)
- 2004 - The Blue Notebooks (Deutsche Grammophon)
- 2006 - Songs from Before (Deutsche Grammophon)
- 2008 - 24 Postcards in Full Colour (FatCat)
- 2010 - Infra (FatCat, Deutsche Grammophon)
- 2012 - Recomposed by Max Richter: Vivaldi – The Four Seasons (Deutsche Grammophon)
- 2015 - Sleep (Deutsche Grammophon)
- 2016 - Three Worlds: Music from Woolf Works (Deutsche Grammophon)
- 2020 - Voices (Decca Records)
- 2021 - Voices 2 (Decca Records)
- 2021 - Exiles (Deutsche Grammophon)
- 2022 - The New Four Seasons (Deutsche Grammophon)
- 2024 - In a Landscape

### Raccolte
- 2015 - From Sleep (Deutsche Grammophon)
- 2017 - Out of the Dark Room (Milan Music)
- 2019 - Voyager - Essential Max Richter (Deutsche Grammophon)

## Filmografia

### Colonne sonore

#### Cinema
- Gender Trouble, regia di Roz Mortimer (2003)
- Geheime Geschichten, regia di Christine Wiegand (2003)
- Work, regia di Jim Hosking (2006)
- Butterfly, regia di Tracey Gardiner (2007)
- Nadzieja, regia di Stanisław Mucha (2007)
- Darwin – Notes From A Genius, regia di Jeremy Bristow (2008)
- Henry May Long, regia di Randy Sharp (2008)
- Valzer con Bashir, regia di Ari Folman (2008)
- Penelope, regia di Ben Ferris (2009)
- Die wilde Farm, regia di Dominique Garing & Frédéric Goupil (2009)
- La prima linea, regia di Renato De Maria (2009)
- Lila, Lila, regia di Alain Gsponer (2009)
- Die Fremde, regia di Feo Aladağ (2010)
- My Trip to Al-Qaeda, regia di Alex Gibney (2010)
- Womb, regia di Benedek Fliegauf (2010)
- La chiave di Sara (Elle s'appelait Sarah), regia di Gilles Paquet-Brenner (2010)
- The Gift, regia di Andrew Griffin (2010)
- How to Die in Oregon, regia di Peter Richardson (2010)
- Perfect Sense, regia di David Mackenzie (2011)
- Gli imperdonabili (Impardonnables), regia di André Téchiné (2011)
- Nach der Stille, regia di Stephanie Bürger, Jule Ott e Manal Abdallah (2011)
- Edwin Boyd: Citizen Gangster, regia di Nathan Morlando (2011)
- Jiro Dreams of Sushi, regia di David Gleb (2011)
- The Patience Stone/Syngue Sabour , regia di Atiq Rahimi (2011)
- Spanien, regia di Anja Salomonowitz (2012)
- Lore, regia di Cate Shortland (2012)
- Miserere, regia di Sylvain White (2012)
- La bicicletta verde (Wadjda), regia di Haifaa al-Mansour (2012)
- Disconnect, regia di Henry-Alex Rubin (2012)
- La Religieuse, regia di Guilliame Nicloux (2013)
- The Congress, regia di Ari Folman (2013)
- The Lunchbox, regia di Ritesh Batra (2013)
- The Last Days on Mars, regia di Ruairí Robinson (2013)
- Escobar (Escobar: Paradise Lost), regia di Andrea Di Stefano (2014)
- Morgan, regia di Luke Scott (2016)
- Le regole del caos (A Little Chaos), regia di Alan Rickman (2016) - (musica di coda)
- Miss Sloane - Giochi di potere (Miss Sloane), regia di John Madden (2016)
- L'altra metà della storia (The Sense of an Ending), regia di Ritesh Batra (2017)
- Hostiles - Ostili (Hostiles), regia di Scott Cooper (2017)
- Opera senza autore (Werk ohne Autor), regia di Florian Henckel von Donnersmarck (2018)
- Cocaine - La vera storia di White Boy Rick (White Boy Rick), regia di Yann Demange (2018)
- Maria regina di Scozia (Mary Queen of Scots), regia di Josie Rourke (2018)
- Ad Astra, regia di James Gray (2019)
- Spaceman, regia di Johan Renck (2024)

#### Televisione
- Soundproof, regia di Edmund Coulthard – film TV (2006)
- Frankie Howerd: Rather You Than Me, regia di John Alexander – film TV (2008)
- Lost and Found, regia di Philip Hunt – film TV (2008)
- The Leftovers - Svaniti nel nulla – serie TV (2014-2017)
- Black Mirror – serie TV, episodio 3x01 (2016)
- Taboo – serie TV (2017)
- Guerrilla – miniserie TV (2017)
- L'amica geniale – serie TV (2018-2024)

## Riconoscimenti
- Grammy Awards[29]
  - 2012 - Candidatura per la miglior colonna sonora per Prometheus
  - 2019 - Candidatura per la miglior colonna sonora per L'amica geniale
  - 2021 - Candidatura per la carriera
- Premio BAFTA
  - 2018 - Migliore colonna sonora per Taboo[30]
  - 2019 - Candidatura alla migliore colonna sonora per Ad Astra
  - 2020 - Migliore colonna sonora per L'amica geniale[31]
- European Film Awards
  - 2008 - Miglior colonna sonora per Valzer con Bashir
- Primetime Emmy Awards[32]
  - 2017 - Candidatura alla miglior colonna sonora in una serie TV per Taboo
- Cinema Eye Honors
  - 2008 - Outstanding Achievement in Music Composition per Valzer con Bashir
- Festival del cinema di Stoccolma
  - 2012 - Best Music Score per Lore
- Bavarian Film Awards
  - 2013 - Filmmusik per Lore
- Echo Klassik
- Hollywood Music In Media Awards
  - 2014 - Best Main Title per The Leftovers - Svaniti nel nulla
  - 2018 - Best Original Score per Maria regina di Scozia
- International Film Music Critics Award
  - 2009 - Candidatura per il Miglior colonna sonora in un film d'animazione per Valzer con Bashir
  - 2015 - Candidatura per la Miglior colonna sonora in una serie TV per The Leftovers - Svaniti nel nulla
  - 2018 - Best Original Score for a Drama Film per Maria regina di Scozia
- St. Louis Film Critics Association
  - 2019 - Miglior colonna sonora per Ad Astra[33]